# Rusty Wier
Russell Allen "Rusty" Wier (Corpus Christi (Texas), 3 mei 1944 – Driftwood (Texas), 9 oktober 2009) was een Amerikaans singer-songwriter uit Austin.
Wiers carrière begint al in de jaren 1960 en beslaat verschillende muziekgenres. Wier was drummer in de garagerockband The Wig en componeerde in 1965 de single "Crackin' Up", die in de Pebbles-compilatie is opgenomen. In de jaren zeventig stapte hij over naar de countryrock. Hij werd vooral bekend vanwege zijn compositie Don't It Make You Wanna Dance, die met Wier een kleine hit werd, en gecoverd werd door onder meer Jerry Jeff Walker, Chris LeDoux, John Hiatt en Barbara Mandrell. Bonnie Raitts versie van het lied werd een nationale hit, toen het werd opgenomen op de soundtrack van Urban Cowboy. Wier overleed in oktober 2009 aan kanker.